# Handball-Weltmeisterschaft der Frauen 2025/Qualifikation
Die Qualifikation zur Handball-Weltmeisterschaft der Frauen 2025 begann mit der Vergabe der Austragung im Jahr 2020 und endete im Mai 2025. Am Turnier werden 32 Mannschaften teilnehmen.

## Richtlinien der IHF
Am Turnier werden 32 Mannschaften teilnehmen. Gesetzt waren dabei die Organisatoren und der amtierende Weltmeister. Zudem wurden bis zu zwölf Leistungsplätze an die Kontinentalföderationen auf der Grundlage der Mannschaften auf Rang 1–12 der vorangegangenen Weltmeisterschaft zugeteilt, bis zu 17 Pflichtplätze an Mannschaften der Verbände in Afrika, Asien, Europa, Nordamerika und Karibik, Süd- und Zentralamerika sowie ggf. Ozeanien und mindestens eine Wildcard. Für den Fall, dass es mehr als einen Organisator aus derselben Kontinentalföderation gibt, wird die Anzahl der Pflichtplätze der betreffenden Kontinentalföderation entsprechend reduziert.

## Direkte Qualifikation
Direkt qualifiziert sind die Organisatoren und der amtierende Weltmeister.
- Deutschland und die Niederlande als Gastgeber
- Frankreich als Weltmeisterinnen von 2023.

## Leistungsplätze und Pflichtplätze
Zwölf Leistungsplätze wurden an die Kontinentalföderationen auf der Grundlage der Mannschaften auf Rang 1–12 der vorangegangenen Weltmeisterschaft zugeteilt.
Bei der Weltmeisterschaft 2023 waren elf Vertreter des europäischen Verbands und ein Vertreter des Verbands von Süd- und Mittelamerika auf die Ränge 1–12 gekommen.
17 Pflichtplätze werden an Mannschaften der Verbände in Afrika, Asien, Europa, Nordamerika und Karibik, Süd- und Zentralamerika sowie ggf. Ozeanien vergeben. Für den Fall, dass es mehr als einen Organisator aus derselben Kontinentalföderation gibt, wird die Anzahl der Pflichtplätze der betreffenden Kontinentalföderation entsprechend reduziert.

### Afrika
Der Handballverband Afrikas erhielt vier Pflichtplätze für die Teilnahme an der Weltmeisterschaft, dafür mussten acht Mannschaften am Qualifikationsturnier der Kontinentalföderation (Afrikameisterschaft) teilnehmen. Das entsprechende Turnier war die Afrikameisterschaft 2024. Es qualifizierten sich die Teams aus Angola, Senegal, Ägypten und Tunesien.

### Asien
Der Handballverband Asiens erhielt vier Pflichtplätze für die Teilnahme an der Weltmeisterschaft, dafür mussten acht Mannschaften am Qualifikationsturnier der Kontinentalföderation (Asienmeisterschaft) teilnehmen. Das entsprechende Turnier war die Asienmeisterschaft 2024. Es qualifizierten sich Japan, Südkorea, der Iran und Kasachstan für das Turnier in Deutschland und den Niederlanden.

### Europa
Der Handballverband Europas erhält grundsätzlich vier Pflichtplätze für die Teilnahme an der Weltmeisterschaft, dafür mussten acht Mannschaften am Qualifikationsturnier der Kontinentalföderation (Europameisterschaft) teilnehmen. Das entsprechende Turnier war die Europameisterschaft 2024. Da beide Organisatoren der Weltmeisterschaft 2025 aus derselben Kontinentalföderation (EHF) stammen, wurde die Anzahl der Pflichtplätze der betreffenden Kontinentalföderation entsprechend reduziert.

#### Europameisterschaft 2024
Bei der Europameisterschaft 2024 konnten sich drei Mannschaften direkt für die Teilnahme an der Weltmeisterschaft 2025 qualifizieren. Dies waren die Teams aus Norwegen, Dänemark und Ungarn.

#### Qualifikationsphasen
In den beiden Qualifikationsphasen wurden elf Mannschaften zur Teilnahme an der Weltmeisterschaft 2025 ermittelt.

##### Qualifikationsphase 1
In der Qualifikationsphase 1, die vom 24. bis zum 27. Oktober 2024 ausgetragen wurde, traten die zwölf schlechtesten Mannschaften Europas an; sie spielten in vier Gruppen zu je drei Teams und ermittelten in diesen Wettbewerben vier Teilnehmer der Qualifikationsphase 2. Die Auslosung der vier Gruppen fand am 30. Juli 2024 statt, dabei wurden auch die Verbände benannt, die jeweils das Turnier ausrichten durften.
Gruppe 1
Das Recht, dieses Turnier auszurichten, wurde dem Verband des Vereinigten Königreichs zugelost. Der Verband verzichtete, das Turnier wurde vom 25. bis zum 27. Oktober 2024 in Šiauliai (Litauen) ausgetragen. Litauen wurde Gruppensieger.
| Pl.                                  | Land                   | Sp. | S | U | N | Tore    | Diff. | Punkte |
| ------------------------------------ | ---------------------- | --- | - | - | - | ------- | ----- | ------ |
| 1.                                   | Litauen                | 2   | 2 | 0 | 0 | 062:470 | +15   | 04:00  |
| 2.                                   | Griechenland           | 2   | 1 | 0 | 1 | 044:420 | +2    | 02:20  |
| 3.                                   | Vereinigtes Königreich | 2   | 0 | 0 | 2 | 040:570 | −17   | 00:40  |
| Quelle: EHF, Stand: 27. Oktober 2024 |                        |     |   |   |   |         |       |        |

Gruppe 2
Das Recht, dieses Turnier auszurichten, wurde dem Verband Belgiens zugelost. Der Verband nahm das Recht wahr, das Turnier wurde vom 25. bis zum 26. Oktober 2024 in Hasselt (Belgien) ausgetragen. Kosovo wurde Gruppensieger.
| Pl.                                  | Land                    | Sp. | S | U | N | Tore    | Diff. | Punkte |
| ------------------------------------ | ----------------------- | --- | - | - | - | ------- | ----- | ------ |
| 1.                                   | Kosovo                  | 2   | 2 | 0 | 0 | 064:540 | +10   | 04:00  |
| 2.                                   | Belgien                 | 2   | 1 | 0 | 1 | 056:590 | −3    | 02:20  |
| 3.                                   | Bosnien und Herzegowina | 2   | 0 | 0 | 2 | 053:600 | −7    | 00:40  |
| Quelle: EHF, Stand: 27. Oktober 2024 |                         |     |   |   |   |         |       |        |

Gruppe 3
Das Recht, dieses Turnier auszurichten, wurde dem Verband Estlands zugelost. Der Verband verzichtete, das Turnier wurde vom 24. bis zum 26. Oktober 2024 in Karis (Finnland) ausgetragen. Israel wurde Gruppensieger.
| Pl.                                  | Land     | Sp. | S | U | N | Tore    | Diff. | Punkte |
| ------------------------------------ | -------- | --- | - | - | - | ------- | ----- | ------ |
| 1.                                   | Israel   | 2   | 2 | 0 | 0 | 055:400 | +15   | 04:00  |
| 2.                                   | Estland  | 2   | 0 | 1 | 1 | 046:530 | −7    | 01:30  |
| 3.                                   | Finnland | 2   | 0 | 1 | 1 | 042:500 | −8    | 01:30  |
| Quelle: EHF, Stand: 26. Oktober 2024 |          |     |   |   |   |         |       |        |

Gruppe 4
Das Recht, dieses Turnier auszurichten, wurde dem Verband Bulgariens zugelost. Der Verband verzichtete, das Turnier wurde vom 25. bis zum 27. Oktober 2024 in Chieti (Italien) ausgetragen. Italien wurde Gruppensieger.
| Pl.                                  | Land      | Sp. | S | U | N | Tore    | Diff. | Punkte |
| ------------------------------------ | --------- | --- | - | - | - | ------- | ----- | ------ |
| 1.                                   | Italien   | 2   | 2 | 0 | 0 | 068:410 | +27   | 04:00  |
| 2.                                   | Bulgarien | 2   | 1 | 0 | 1 | 054:500 | +4    | 02:20  |
| 3.                                   | Luxemburg | 2   | 0 | 0 | 2 | 041:720 | −31   | 00:40  |
| Quelle: EHF, Stand: 27. Oktober 2024 |           |     |   |   |   |         |       |        |

Mit 24 Treffern war Leonora Demaj (Kosovo) die beste Torschützin der Qualifikationsphase 1, mit 21 Treffern kam Nele Antonissen (Belgien) auf Platz 2.

##### Qualifikationsphase 2
Die Qualifikationsphase 2 wurde im April 2025 als Play-off-Runde mit Hin- und Rückspiel bestritten. In ihr traten die vier Sieger der Turniere der Qualifikationsphase 1 an (Litauen, Kosovo, Israel und Italien) sowie 18 der vorab gesetzten 21 Teams aus Norwegen, Dänemark, Schweden, Montenegro, Spanien, Ungarn, Slowenien, Rumänien, Kroatien, Tschechien, Polen, Serbien, Österreich, der Schweiz, Nordmazedonien, der Ukraine, Island, der Slowakei, Portugal, der Türkei und der Färöer-Inseln (drei der so gesetzten Teams erhalten ihr Startrecht für die Weltmeisterschaft 2025 über die Europameisterschaft 2024).
Die Paarungen wurden am 14. Dezember 2024 ausgelost. In den K.O.-Spielen setzen sich Island, die Schweiz, Rumänien, Polen, Schweden, Serbien, Montenegro, Färöer, Tschechien, Spanien und Österreich durch und qualifizierten sich für die Teilnahme an der Weltmeisterschaft 2025.
|            |                | Hinspiel                              | Rückspiel                                   | Tore gesamt |
| ---------- | -------------- | ------------------------------------- | ------------------------------------------- | ----------- |
| Schweiz    | Slowakei       | 38:22 (16:15) (9.4.2025, St. Gallen)  | 30:24 (14:12) (13.4.2025, Šaľa)             | 68:46       |
| Italien    | Rumänien       | 21:30 (8:17) (9.4.2025, Chieti)       | 18:31 (11:14) (13.4.2025, Bistrița)         | 39:61       |
| Polen      | Nordmazedonien | 22:18 (14:8) (9.4.2025, Bistrița)     | 23:21 (10:10) (12.4.2025, Bitola)           | 45:39       |
| Schweden   | Kosovo         | 51:16 (20:8) (10.4.2025, Karlskrona)  | 43:24 (24:9) (13.4.2025, Pristina)          | 94:40       |
| Slowenien  | Serbien        | 29:29 (14:13) (9.4.2025, Celje)       | 31:33 (16:16) (13.4.2025, Bor)              | 60:62       |
| Portugal   | Montenegro     | 19:31 (11:14) (9.4.2025, Fafe)        | 26:30 (13:16) (12.4.2025, Podgorica)        | 45:61       |
| Färöer     | Litauen        | 36:26 (15:11) (9.4.2025, Tórshavn)    | 29:30 (11:14) (13.4.2025, Jonava)           | 65:56       |
| Tschechien | Ukraine        | 35:19 (17:12) (10.4.2025, Chomutov)   | 26:27 (15:11) (13.4.2025, Jonava) Anm. 1    | 61:46       |
| Kroatien   | Spanien        | 27:26 (17:12) (10.4.2025, Koprivnica) | 17:23 (7:9) (13.4.2025, Algeciras)          | 44:49       |
| Österreich | Türkei         | 36:29 (13:13) (10.4.2025, Schwechat)  | 30:25 (14:11) (13.4.2025, Amasya)           | 66:54       |
| Island     | Israel         | 39:27 (20:10) (9.4.2025, Reykjavík)   | 31:21 (16:11) (10.4.2025, Reykjavík) Anm. 2 | 70:48       |

### Nordamerika und Karibik
Der Handballverband von Nordamerika und der Karibik erhielt einen Pflichtplatz für die Teilnahme an der Weltmeisterschaft, dafür mussten vier Mannschaften am Qualifikationsturnier der Kontinentalföderation (Nordamerikanische und karibische Handballmeisterschaft) teilnehmen. Das entsprechende Turnier war die nordamerikanische und karibische Meisterschaft 2025, die die Mannschaft aus Kuba gewann. Dem Verband der Vereinigten Staaten war eine Wildcard in Aussicht gestellt worden, die er nicht wahrnahm.

### Ozeanien
Die Kontinentalföderation Ozeaniens besitzt keinen direkten Pflichtplatz für eine Qualifikationsveranstaltung auf kontinentaler Ebene, ist jedoch eingeladen zu den Qualifikationsveranstaltungen Asiens (Asienmeisterschaft). Wenn der Vertreter Ozeaniens bei der Qualifikationsveranstaltung Asiens mindestens den fünften Platz erreicht, erhält er einen Pflichtplatz. Bei der Asienmeisterschaft der Frauen 2024 trat allerdings kein Team aus Ozeanien an.

### Süd- und Mittelamerika
Der Handballverband für Südamerika und Mittelamerika erhielt drei Pflichtplätze für die Teilnahme an der Weltmeisterschaft, dafür mussten sechs Mannschaften am Qualifikationsturnier der Kontinentalföderation (Süd- und mittelamerikanische Handballmeisterschaft) teilnehmen. Das entsprechende Turnier war die süd- und mittelamerikanische Meisterschaft 2024, bei der sich im November 2024 Argentinien, Brasilien und Uruguay qualifizierten. Paraguay qualifizierte sich im April 2025 bei einem Turnier in Kolumbien.

## Wildcards
Zwei Startplätze wurden durch Wildcard bestimmt. Die Internationale Handballföderation stellte eine Wildcard für die Jahre 2025 und 2027 schon im Oktober 2018 an den Verband der Vereinigten Staaten zur Vorbereitung als Gastgeber der Olympischen Sommerspiele 2028 in Aussicht, der diese Möglichkeit aber nicht annahm.
Eine Wildcard vergab die IHF am 31. März 2025 an den chinesischen Handballverband. Die zweite Wildcard erhielt im Mai 2025 Kroatien; beworben hatten sich auch Litauen, Nordmazedonien und Slowenien.

## Teilnehmende Mannschaften
| Mannschaft  | Kontinent (Verband)                | Qualifiziert per                                               | Datum der Qualifikation | Bisherige Teilnahmen an den 26 Weltmeisterschaften 1957–2023 | Bisherige Teilnahmen an den 26 Weltmeisterschaften 1957–2023                                                                                               | Bisherige Teilnahmen an den 26 Weltmeisterschaften 1957–2023 |
| Mannschaft  | Kontinent (Verband)                | Qualifiziert per                                               | Datum der Qualifikation | Anzahl                                                       | in den Jahren | Titel                                                        |
| ----------- | ---------------------------------- | -------------------------------------------------------------- | ----------------------- | ------------------------------------------------------------ | --- | ------------------------------------------------------------ |
| Deutschland | Europa (EHF)                       | Organisator                                                    | 28. Februar 2020        | 23                                                           | 1957, 1962, 1965, 1971, 1973, 1978, 1982, 1990, 1993, 1995, 1997, 1999, 2003, 2005, 2007, 2009, 2011, 2013, 2015, 2017, 2019, 2021, 2023                   | 1 (1993)                                                     |
| Niederlande | Europa (EHF)                       | Organisator                                                    | 28. Februar 2020        | 14                                                           | 1971, 1973, 1978, 1986, 1999, 2001, 2005, 2011, 2013, 2015, 2017, 2019, 2021, 2023                                                                         | 1 (2019)                                                     |
| Frankreich  | Europa (EHF)                       | Weltmeisterschaft 2023 (1. Platz)                              | 17. Dezember 2023       | 16                                                           | 1986, 1990, 1997, 1999, 2001, 2003, 2005, 2007, 2009, 2011, 2013, 2015, 2017, 2019, 2021, 2023                                                             | 3 (2003, 2017, 2023)                                         |
| Brasilien   | Süd- und Zentralamerika (COSCABAL) | Süd- und Zentralamerikameisterschaft 2024 (1. Platz)           | 30. November 2024       | 15                                                           | 1995, 1997, 1999, 2001, 2003, 2005, 2007, 2009, 2011, 2013, 2015, 2017, 2019, 2021, 2023                                                                   | 0                                                            |
| Argentinien | Süd- und Zentralamerika (COSCABAL) | Süd- und Zentralamerikameisterschaft 2024 (2. Platz)           | 30. November 2024       | 12                                                           | 1999, 2003, 2005, 2007, 2009, 2011, 2013, 2015, 2017, 2019, 2021, 2023                                                                                     | 0                                                            |
| Uruguay     | Süd- und Zentralamerika (COSCABAL) | Süd- und Zentralamerikameisterschaft 2024 (3. Platz)           | 30. November 2024       | 05                                                           | 1995, 2001, 2003, 2005, 2011 | 0                                                            |
| Angola      | Afrika (CAHB)                      | Afrikameisterschaft 2024 (1. Platz)                            | 7. Dezember 2024        | 17                                                           | 1990, 1993, 1995, 1997, 1999, 2001, 2003, 2005, 2007, 2009, 2011, 2013, 2015, 2017, 2019, 2021, 2023                                                       | 0                                                            |
| Senegal     | Afrika (CAHB)                      | Afrikameisterschaft 2024 (2. Platz)                            | 7. Dezember 2024        | 02                                                           | 2019, 2023 | 0                                                            |
| Tunesien    | Afrika (CAHB)                      | Afrikameisterschaft 2024 (3. Platz)                            | 7. Dezember 2024        | 10                                                           | 1975, 2001, 2003, 2007, 2009, 2011, 2013, 2015, 2017, 2021                                                                                                 | 0                                                            |
| Ägypten     | Afrika (CAHB)                      | Afrikameisterschaft 2024 (4. Platz)                            | 7. Dezember 2024        | 0                                                            | – | 0                                                            |
| Japan       | Asien (AHF)                        | Asienmeisterschaft 2024 (1. Platz)                             | 10. Dezember 2024       | 21                                                           | 1962, 1965, 1971, 1973, 1975, 1986, 1995, 1997, 1999, 2001, 2003, 2005, 2007, 2009, 2011, 2013, 2015, 2017, 2019, 2021, 2023                               | 0                                                            |
| Südkorea    | Asien (AHF)                        | Asienmeisterschaft 2024 (2. Platz)                             | 10. Dezember 2024       | 20                                                           | 1978, 1982, 1986, 1990, 1993, 1995, 1997, 1999, 2001, 2003, 2005, 2007, 2009, 2011, 2013, 2015, 2017, 2019, 2021, 2023                                     | 1 (1995)                                                     |
| Kasachstan  | Asien (AHF)                        | Asienmeisterschaft 2024 (3. Platz)                             | 10. Dezember 2024       | 07                                                           | 2007, 2009, 2011, 2015, 2019, 2021, 2023 | 0                                                            |
| Iran        | Asien (AHF)                        | Asienmeisterschaft 2024 (4. Platz)                             | 10. Dezember 2024       | 02                                                           | 2021, 2023 | 0                                                            |
| Norwegen    | Europa (EHF)                       | Europameisterschaft 2024 (1. Platz)                            | 15. Dezember 2024       | 21                                                           | 1971, 1973, 1975, 1982, 1986, 1990, 1993, 1995, 1997, 1999, 2001, 2003, 2005, 2009, 2011, 2013, 2015, 2017, 2019, 2021, 2023                               | 4 (1999, 2011, 2015, 2021)                                   |
| Dänemark    | Europa (EHF)                       | Europameisterschaft 2024 (2. Platz)                            | 15. Dezember 2024       | 22                                                           | 1957, 1962, 1965, 1971, 1973, 1975, 1990, 1993, 1995, 1997, 1999, 2001, 2003, 2005, 2009, 2011, 2013, 2015, 2017, 2019, 2021, 2023                         | 1 (1997)                                                     |
| Ungarn      | Europa (EHF)                       | Europameisterschaft 2024 (3. Platz)                            | 15. Dezember 2024       | 24                                                           | 1957, 1962, 1965, 1971, 1973, 1975, 1978, 1982, 1986, 1993, 1995, 1997, 1999, 2001, 2003, 2005, 2007, 2009, 2013, 2015, 2017, 2019, 2021, 2023             | 1 (1965)                                                     |
| China       | Asien (AHF)                        | Wildcard                                                       | 31. März 2025           | 18                                                           | 1986, 1990, 1993, 1995, 1997, 1999, 2001, 2003, 2005, 2007, 2009, 2011, 2013, 2015, 2017, 2019, 2021, 2023                                                 | 0                                                            |
| Island      | Europa (EHF)                       | Qualifikationsrunde Europa                                     | 10. April 2025          | 02                                                           | 2011, 2023 | 0                                                            |
| Kuba        | Nordamerika und Karibik (NACHC)    | Nordamerikanische und karibische Meisterschaft 2025 (1. Platz) | 12. April 2025          | 04                                                           | 1999, 2011, 2015, 2019 | 0                                                            |
| Polen       | Europa (EHF)                       | Qualifikationsrunde Europa                                     | 12. April 2025          | 18                                                           | 1957, 1962, 1965, 1973, 1975, 1978, 1986, 1990, 1993, 1997, 1999, 2005, 2007, 2013, 2015, 2017, 2021, 2023                                                 | 0                                                            |
| Montenegro  | Europa (EHF)                       | Qualifikationsrunde Europa                                     | 12. April 2025          | 07                                                           | 2011, 2013, 2015, 2017, 2019, 2021, 2023 | 0                                                            |
| Schweiz     | Europa (EHF)                       | Qualifikationsrunde Europa                                     | 13. April 2025          | 0                                                            | – | 0                                                            |
| Rumänien    | Europa (EHF)                       | Qualifikationsrunde Europa                                     | 13. April 2025          | 26                                                           | 1957, 1962, 1965, 1971, 1973, 1975, 1978, 1982, 1986, 1990, 1993, 1995, 1997, 1999, 2001, 2003, 2005, 2007, 2009, 2011, 2013, 2015, 2017, 2019, 2021, 2023 | 1 (1962)                                                     |
| Schweden    | Europa (EHF)                       | Qualifikationsrunde Europa                                     | 13. April 2025          | 12                                                           | 1957, 1990, 1993, 1995, 2001, 2009, 2011, 2015, 2017, 2019, 2021, 2023                                                                                     | 0                                                            |
| Serbien     | Europa (EHF)                       | Qualifikationsrunde Europa                                     | 13. April 2025          | 05                                                           | 2013, 2015, 2017, 2019, 2021, 2023 | 0                                                            |
| Färöer      | Europa (EHF)                       | Qualifikationsrunde Europa                                     | 13. April 2025          | 0                                                            | – | 0                                                            |
| Tschechien  | Europa (EHF)                       | Qualifikationsrunde Europa                                     | 13. April 2025          | 08                                                           | 1995, 1997, 1999, 2003, 2013, 2017, 2021, 2023 | 0                                                            |
| Spanien     | Europa (EHF)                       | Qualifikationsrunde Europa                                     | 13. April 2025          | 12                                                           | 1993, 2001, 2003, 2007, 2009, 2011, 2013, 2015, 2017, 2019, 2021, 2023                                                                                     | 0                                                            |
| Österreich  | Europa (EHF)                       | Qualifikationsrunde Europa                                     | 13. April 2025          | 14                                                           | 1957, 1986, 1990, 1993, 1995, 1997, 1999, 2001, 2003, 2005, 2007, 2009, 2021, 2023                                                                         | 0                                                            |
| Paraguay    | Süd- und Zentralamerika (COSCABAL) | Qualifikationsturnier in Kolumbien                             | 26. April 2025          | 05                                                           | 2007, 2013, 2017, 2021, 2023 | 0                                                            |
| Kroatien    | Europa (EHF)                       | Wildcard                                                       | 12. Mai 2025            | 08                                                           | 1995, 1997, 2003, 2005, 2007, 2011, 2021, 2023 | 0                                                            |